# Georges Mauduit
Georges Mauduit (ur. 3 grudnia 1942 w Chambéry) – francuski narciarz alpejski, srebrny medalista mistrzostw świata. 

## Kariera
W zawodach Pucharu Świata zadebiutował 5 stycznia 1967 roku w Berchtesgaden, zajmując 13. miejsce w slalomie. Pierwsze punkty (do sezonu 1978/79 punktowało tylko dziesięciu najlepszych zawodników) zdobył dzień później w tej samej miejscowości, gdzie wygrał rywalizację w gigancie. W kolejnych startach jeszcze sześciokrotnie stawał na podium, jednak nie odniósł już zwycięstwa. W klasyfikacji generalnej sezonu 1966/1967 zajął piąte miejsce, a w klasyfikacji giganta był drugi. 
Wystartował na mistrzostwach świata w Portillo w 1966 roku, gdzie wywalczył srebrny medal w gigancie. W zawodach tych rozdzielił swego rodaka, Guy Périllata i Austriaka Karla Schranza. Był to jego jedyny medal wywalczony na międzynarodowej imprezie tej rangi. Brał również udział w igrzyskach olimpijskich w Grenoble w 1968 roku, gdzie w tej samej konkurencji zajął dziewiątą pozycję.

## Osiągnięcia

### Igrzyska olimpijskie
| Miejsce | Dzień     | Rok  | Miejscowość | Konkurencja | Czas biegu | Strata | Zwycięzca         |
| ------- | --------- | ---- | ----------- | ----------- | ---------- | ------ | ----------------- |
| 9.      | 12 lutego | 1968 | Grenoble    | Gigant      | 3:29,28    | +4,50  | Jean-Claude Killy |

### Mistrzostwa świata
| Miejsce | Dzień       | Rok  | Miejscowość | Konkurencja | Czas biegu | Strata | Zwycięzca         |
| ------- | ----------- | ---- | ----------- | ----------- | ---------- | ------ | ----------------- |
| 2.      | 10 sierpnia | 1966 | Portillo    | Gigant      | 3:19,42    | +0,51  | Guy Périllat      |
| 9.      | 12 lutego   | 1968 | Grenoble    | Gigant      | 3:29,28    | +4,50  | Jean-Claude Killy |

### Puchar Świata

#### Miejsca w klasyfikacji generalnej
- 1966/1967: 5.
- 1967/1968: 11.
- 1968/1969: 38.
- 1969/1970: 32.

#### Miejsca na podium
1. Berchtesgaden – 6 stycznia 1967 (gigant) – 1. miejsce
2. Adelboden – 9 stycznia 1967 (gigant) – 3. miejsce
3. Franconia – 12 marca 1967 (gigant) – 2. miejsce
4. Méribel – 10 marca 1968 (gigant) – 2. miejsce
5. Jackson Hole – 26 marca 1968 (slalom) – 2. miejsce
6. Heavenly Valley – 6 kwietnia 1968 (gigant) – 2. miejsce
7. Kranjska Gora – 20 stycznia 1970 (gigant) – 3. miejsce